# Lioré et Olivier LeO H-246
Sud-Est LeO H-246 — французская четырёхмоторная летающая лодка конца 1930-х годов.

## История
Проект LeO H-246 был разработан компанией Lioré et Olivier в соответствии с предоставленной в 1935 году Air France спецификацией на коммерческую летающую лодки для использования на средиземноморских маршрутах. Конструктивно он был схож с LeO H-47 и представлял собой четырёхмоторный моноплан смешанной конструкции (по схеме «парасоль»), со 720-сильными двигателями Hispano-Suiza 12X, установленными в обтекаемых мотогондолах. Внутри дюралюминиевого корпуса размещались 26 пассажиров и экипаж из четырёх человек.
Прототип H-246.01 (фабрики Lioré et Olivier в конце 1936 года были национализированы, поэтому самолёт достраивался уже объединением Sud-Est) совершил свой первый полёт из Этан-де-Бер 30 сентября 1937 года. В январе следующего года Air France заказала 6 самолётов H-246.1, а опытный образец также был модифицирован до этого стандарта.

## Применение
Осенью 1939 года, когда находящийся в ремонте прототип и первый серийный самолёт готовились к работе на линии, началась Вторая мировая война. Французские ВМС планировали реквизировать все имеющиеся H-246 для последующего использования в качестве морских патрульных самолётов, но Air France смогла выделить лишь 4 из них, что позволило компании 14 октября 1939 года начать эксплуатацию прототипа на маршруте Марсель–Алжир.
Третий серийный самолёт дорабатывался для ВМС и был готов в июне 1940 года; он получил остеклённое место бомбардира в носу, бомбодержатели под крыльями и 4 7,5 мм пулемёта Дарн. 25 августа 1940 года этот самолёт поступил в эскадрилью 9E.
С октября 1939 года по ноябрь 1942 года H-246 обслуживали алжирскую линию Air France. В ответ на высадку Союзников во французской Северной Африке в ноябре 1942 года,  немецкие войска оккупировали территорию Вишистской Франции. Они захватили принадлежавший флоту H-246, и 3 самолёта Air France. Остальные 2 самолёта Air France находились в Алжире и избежали захвата. (Прототип H.246 был снят с эксплуатации в 1941 году).
Трофейные самолёты вошли в состав Люфтваффе и были переоборудованы, в т.ч. оснащены  пятью пулемётами MG 15; они могли перевозить до 21 солдата или 14 носилок. Самолёты использовались для различных транспортных миссий, в том числе в Финляндии. Принадлежавший некогда французским ВМС H-246 был уничтожен в Лионе во время наступления Союзников весной 1944 года.
После войны два уцелевших H-246s вновь использовались Air France на линии Марсель-Алжир до сентября 1946 года.

## Аварии и катастрофы
- 13 августа 1940 года самолёт LeO H-246, которым управлял Марсо Мересс, во время рейса между Алжиром и Марселем, был атакован четырьмя британскими истребителями, были повреждены 2 двигателя и пробиты баки. Погибло 4 человека, ранено 8, самолёту удалось вернуться в порт.

## Эксплуатанты
Франция
- Air France: прототип F-AOUJ (заводской номер 01, позже «Maroc») и ещё 6 машин H-246.01, F-AREI — F-AREM («Senegal», «Mauritanie», ?, «Oranie», «Algerie» и «Tunisie», заводские номера 402-407)
- ВМС Франции

 Вишистская Франция
- ВВС вишистской Франции — самолёты, реквизированные у Air France.

 Нацистская Германия
- Люфтваффе: захваченные у вишистской Франции № 02 F-AREI (немецкий код: 24+62), № 05 F-AREM (AE+HC) и № 06 F-AREN (A3+KC).

## Тактико-технические характеристики (H-246.1)

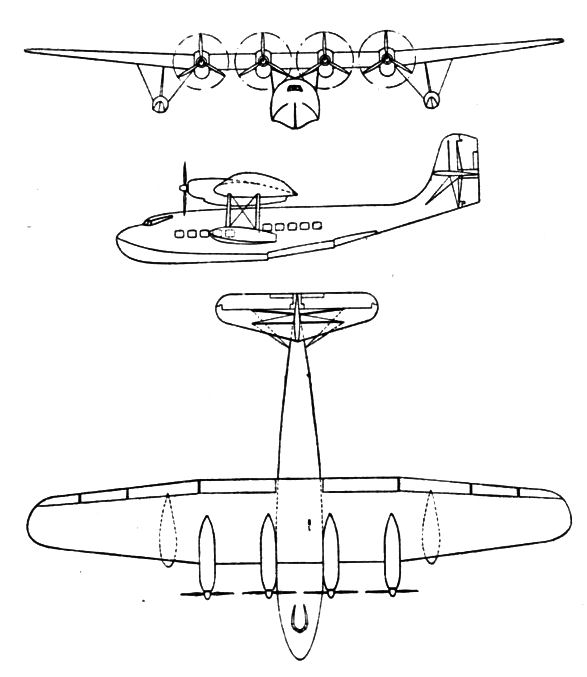
Схема LeO H.246 из журнала L'Aerophile за ноябрь 1937 года

Источник данных: The Encyclopedia of World Aircraft

Технические характеристики
- Экипаж: 4-5 человек
- Пассажировместимость: 26 пассажиров или
21 солдат.[7] или
14 носилок.[7]
- Длина: 21,17 м
- Размах крыла: 31,72 м
- Высота: 7,15 м
- Площадь крыла: 131 м²
- Масса пустого: 9 800 кг
- Максимальная взлётная масса: 15 000 кг
- Силовая установка: 4 × Hispano-Suiza 12X: 12Xirs (правый борт) и 12Xjrs (левый борт)

- Воздушный винт: трёхлопастный металлический фиксированного шага

Лётные характеристики
- Максимальная скорость: 330 км/ч
- Крейсерская скорость: 255 км/ч[4]
- Практическая дальность: 2000 км
- Практический потолок: 7 000 м

Вооружение
- Стрелково-пушечное: 4x 7,5-мм пулемёта Дарн или 5x 7,92-мм MG-15
- Бомбы: 600 кг